# Reinhold Ludwig Herman
Reinhold Ludwig Herman (Prenzlau, Brandenburg, 21 de setembre de 1849 - Nova York, 1919)fou un cantant, pianista, compositor i director d'orquestra, actiu als EUA.
Herman va rebre la seva formació musical al Conservatori Stern d'H. Ehrlich (piano), F. Kiel (composició) i J. Stern (cant). El 1870 marxa als Estats Units i des de 1871-8 va ensenyar veu i direcció a Nova York. En 1878, va ser anomenat de tornada a Berlín com a cap temporal del Conservatori de Stern. Posteriorment tornà a Nova York, on dirigí la Haendel and Haydn Society.
Va compondre es òperes Vineta; Lanzelot; Spielmansglück (Cassel, 1894); Wulfrin (Colònia,1896), i Dundari (1911), així com alguns poemes simfònics, cors i melodies vocals.